# Air Urga
Air Urga (en russe : МААК «УРГА» ; en ukrainien Urha — MAAK est le sigle de Международная акционерная авиационная компаниа, c'est-à-dire compagnie d'aviation internationale par actions) (code AITA : 3N ; code OACI : URG) est une compagnie aérienne privée ukrainienne basée à Kryvyï Rih, et associée à la compagnie turque MNG. Elle opère au moyen d'avions Antonov An-24 et An-26.
Elle utilisait jusqu'en 2016 la Base aérienne de Kropyvnytskyï. 

## Flotte aérienne opérée
A la date de juin 2018 :
- 6 Antonov An-26-100
- 2 Antonov An-26 (avion cargo)
- 7 Saab 340B

plus un Cessna 172 comme appareil d'entrainement.